# Ymir (satèl·lit)
Ymir o Saturn XIX és un satèl·lit irregular retrògrad de Saturn. Fou descobert per l'equip de Brett Gladman, John J. Kavelaars i d'altres l'any 2000 i rebé la designació provisional de S/2000 S 1.
La primera observació es feu amb el telescopi ESO/MPI de 2,2 m de l'observatori de La Silla, a Xile.

## Característiques
Ymir té un diàmetre d'uns 18 quilòmetres i orbita Saturn a una distància mitjana de 23,041 milions de km en 1.315,4 dies, amb una inclinació de 172° a l'eclíptica (154° a l'equador de Saturn), amb una excentricitat de 0,335.
Ymir és el satèl·lit més gros dels satèl·lits que triguen més de tres anys en orbitar saturn, té 18 quilòmetres de diàmetre i triga 3,6 anys a donar un gir complet a Saturn.
Ymir forma part del grup de satèl·lits de Saturn conegut com a grup nòrdic, un grup de satèl·lits amb característiques similars.

## Denominació
El seu nom prové de la mitologia nòrdica, on Ymir és l'avantpassat de tots els Jötuns o gegants de gel. Amb aquest fet es crea una ruptura en la tradició instaurada el 1847 per John Herschel d'anomenar els satèl·lits de Saturn en honor dels Titans, germans i germanes de Cronos. Això no obstant, l'evident paral·lelisme entre els titans grecs i els gegants nòrdics assegura la continuïtat temàtica.